# Hellmuth Becker
Hellmuth Becker (ur. 12 sierpnia 1902 w Alt Ruppin, zam. 28 lutego 1953 w Swierdłowsku) – niemiecki wojskowy, SS-Brigadeführer und Generalmajor der Waffen-SS. 

## Życiorys
Był synem mistrza malarskiego Hermanna Beckera i Elisabeth zd. Borns. Po ukończeniu szkoły realnej, wstąpił na ochotnika do wojska. Początkowo służył w 5 pułku piechoty, a następnie po ukończeniu szkoły podoficerskiej w sztabie 2 pułku artylerii. W dniu 1 sierpnia 1932 roku, po upływie 12-letniego kontraktu, zwolniony do rezerwy w stopniu sierżanta sztabowego. Po zwolnieniu z wojska był bezrobotny.
W dniu 28 lutego 1933 roku wstąpił do SS (nr leg. 113 174)i został adiutantem III Sturmbanna 9 SS-Standarte w Szczecinie. W dniu 1 kwietnia 1934 roku został członkiem NSDAP (nr leg. 1 592 593). W dniu 25 września 1934 roku został dowódcą I Sturmbanna 2 SS-Standarte „Germania”, a 1 lipca 1935 roku został dowódcą I Sturmbanna SS-Totenkopfstandarte „Oberbayern”, stacjonującego w Dachau, był tam równocześnie kierownikiem szkoły podoficerskiej SS. Na czele tego batalionu wziął udział w zajęciu Austrii a potem także w zajęciu części Czechosławacji.
Po wybuchu II wojny światowej jego batalion wkroczył na tereny Górnego Śląska opanowane już wcześniej przez wojska niemieckie, gdzie sprawował funkcje policyjne. 
W chwili utworzenia 3 Dywizji SS „Totenkopf” 16 października 1939 roku został dowódcą I batalionu 1 pułku SS „Totenkopf”. Na jego czele uczestniczył w kampanii francuskiej. 
Następnie jako dowódca tego batalionu wziął udział w ataku na ZSRR. 7 lipca 1941 roku został p.o. dowódcą 3 pułku SS „Totenkopf”, ale w dniu 10 lipca został ranny. Pozostał jednak na froncie, a 11 lipca wszedł w skład dowództwa 1 pułku SS „Totenkopf”. W dniu 8 sierpnia 1941 roku został ponownie dowódcą I batalionu 1 pułku SS „Totenkopf” i dowodził nim do 12 września 1941 roku, gdy został dowódcą Batalionu Motocyklowego 3 Dywizji SS „Totenkopf”. W dniu 25 października 1941 roku został dowódcą 3 pułku SS „Totenkopf”. Dowodził nim do 13 stycznia 1944 roku, kiedy został przeniesiony do rezerwy dowództwa Waffen-SS.
W dniu 13 marca 1944 roku został dowódcą 36 pułku grenadierów pancernych SS 16 Dywizji Grenadierów Pancernych SS „Reichsführer SS”. Pułkiem tym dowodził do 21 czerwca 1944 roku gdy został dowódcą 3 Dywizji Pancernej SS „Totenkopf” i dowodził tą dywizją do końca wojny. W tym czasie dywizja wzięła udział w lipcu 1944 w bitwie pod Siedlcami, w sierpniu w bitwie pod Warszawą. W grudniu 1944 roku została przerzucona na Węgry, gdzie w styczniu 1945 roku brała udział w operacji mającej na celu odblokowanie oblężonego Budapesztu, a następnie w operacji balatońskiej. Po klęsce tej operacji wycofała się na teren Austrii, gdzie 8 maja 1945 roku skapitulowała przed wojskami amerykańskimi.
Po kilku dniach wszystkich zatrzymanych żołnierzy dywizji wraz z jej dowódcą przekazano do niewoli radzieckiej. W 1947 roku został skazany przez radziecki Trybunał Wojskowy na karę 25 lat więzienia. Karę odbywał w radzieckim obozie jenieckim nr 377 w Swierdłowsku. W dniu 9 sierpnia 1952 roku został przez Trybunał Wojskowy w Rostowie nad Donem skazany na karę śmierci za sabotaż pracy w czasie pobytu w obozie. Wyrok wykonano 28 lutego 1953 roku w obozie jenieckim. 

## Awanse
- SS-Untersturmführer (17.06.1934)[1]
- SS-Obersturmführer (10.03.1935)[1]
- SS-Hauptsturmführer (30.01.1936)[1]
- SS-Sturmbannführer (09.10.1937)
- SS-Obersturmbannführer (09.10.1940)
- SS-Standartenführer (26.09.1942)
- SS-Oberführer (21.06.1944)
- SS-Brigadeführer und Generalmajor der Waffen-SS (01.10.1944)

## Odznaczenia
- Krzyż Rycerski Krzyża Żelaznego z Liśćmi Dębu (21.10.1944)[4]
- Krzyż Rycerski Krzyża Żelaznego (07.10.1943)[4]
- Złoty Krzyż Niemiecki (26.10.1942)
- Krzyż Żelazny I kl. (1940)
- Krzyż Żelazny II kl. (1939)
- Medal Pamiątkowy 13 marca 1938
- Medal Pamiątkowy 1 października 1938
- Medal za Kampanię Zimową na Wschodzie 1941/1942